# Croton torreyanus
Croton torreyanus är en törelväxtart som beskrevs av Johannes Müller Argoviensis. Croton torreyanus ingår i släktet Croton och familjen törelväxter. Inga underarter finns listade i Catalogue of Life.